# Гавайит
Гавайит (англ. Hawaiite, от острова Гавайи) — магматическая вулканическая горная порода основного состава, умереннощелочного ряда из семейства трахибазальтов.
Эффузивный щелочной андезитовый базальт, существенно состоящий из пироксена (титан-авгита, реже диопсида) и относительно кислого плагиоклаза (андезина), а также оливина и заменяющего часть плагиоклаза щелочного полевого шпата.

## История
В 1911 году был найден Реджиналдом Дейли на острове Гавайи.
В 1913 году был описан Джозефом Иддингсом как андезитовый (с относительно кислым плагиоклазом) базальт («гавайит») характерный для лав гавайских вулканов.
Встречается также в Индии, России и ЮАР.

## Состав

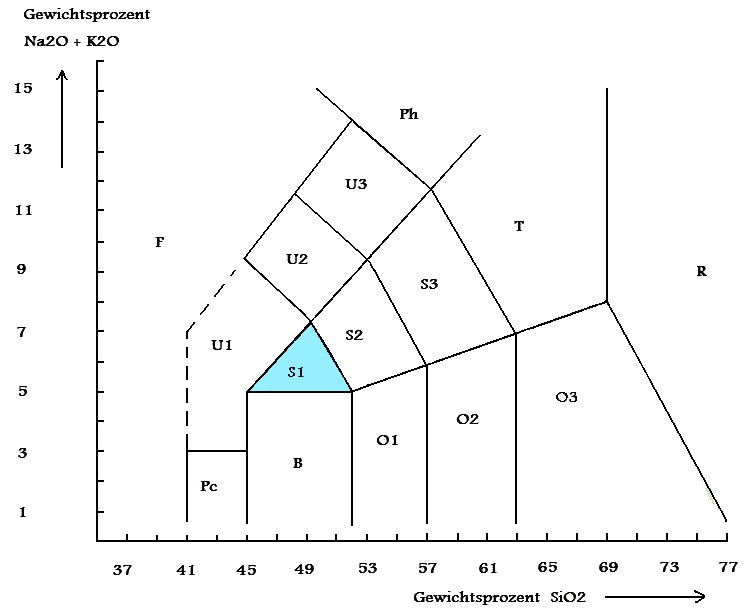
TAS-диаграмма гавайита

Гавайит состоит из пироксена (титан-авгита, реже диопсида) и относительно кислого плагиоклаза (андезина), с включениями оливина и щелочного полевого шпата, заменяющего часть плагиоклаза. Цвет серый от тёмных до светлых оттенков. Структура — порфировая, скрытокристаллическая. Текстура — полосчатая, пористая.
По другим данным содержит:
- андезин — 36 %
- оливин — 32 %
- титанавгит — 27 %
- рудных минералов — 5 %
- апатит — иногда

Средний химический состав близок к базальту, с более высоким содержанием щелочей:
- SiO2 48—50 %;
- ТіO2 3—4 %;
- Al2O3 15—18 %;
- Fe2O3 4—5 %;
- FeO 6—8 %;
- MgO 4—6 %;
- CaO 7—10 %;
- Na2O 3—5 %;
- К2О 1—2 %.

## Разновидности
В зависимости от состава различаются:
- гавайит кварцевый
- гавайит анальцимовый
- гавайит оливиновый